# جسی ماهیو
جسی ماهیو (انگلیسی: Jesse Mahieu؛ زادهٔ ۱۲ اوت ۱۹۷۸) بازیکن هاکی روی چمن اهل پادشاهی هلند است.